# Ptychomnion ptychocarpon
Ptychomnion ptychocarpon là một loài rêu trong họ Ptychomniaceae. Loài này được (Schwägr.) Mitt. mô tả khoa học đầu tiên năm 1869.